# Яры (Ямало-Ненецкий автономный округ)
Яры — упразднённый посёлок на территории Приуральского района Ямало-Ненецкого автономного округа России.
Расположен был на западном берегу Байдарацкой губы, примерно в 75 км к юго-востоку от Усть-Кары и в 265 км к северу от Салехарда.
Территория в границах Хальмер-Ю — Яры — Усть-Кара — Каратайка (за исключением названных населённых пунктов) является территорией с регламентированным посещением для иностранных граждан.